# Upeneus davidaromi
Upeneus davidaromi Golani, 2001 è un pesce perciforme appartenente alla famiglia Mullidae.

## Distribuzione e habitat
È presente nel mar Rosso; può essere trovato fino a 500 m di profondità anche se di solito non si spinge oltre i 300.